# Сюзън Джонсън (австралийска писателка)
 Тази статия е за австралийската писателка.  За американската писателка вижте Сюзън Джонсън.  
Сюзън Джонсън (на английски: Susan Johnson) е австралийска писателка, авторка на бестселъри в жанровете съвременна драма и автобиография и на документални книги.

## Биография и творчество
Сюзън Рут Джонсън е родена на 30 декември 1956 г. в Бризбейн, Куинсланд, Австралия, в семейството на Джон Джоузеф Алистър (директор на 3М и бивш журналист) и Барбара Рут (домакиня). Прекарва детството си в Сидни. Учи в гимназия „Сейнт Ивс“, а после се премества със семейството си в Куинсленд през 1971 г. във ферма за ананаси, където завършва последните години в гимназия „Намбур“. Учи в колежа „Clayfield“ и Университета на Куинсланд от 1975 г. до 1977 г.
Докато учи в колежа работи като стажант-журналист за вестник „Courier-Mail“ в Бризбейн. След дипломирането си работи като журналист в „Australian Women's Weekly“ в Сидни до 1978 г. Прехвърля се в „Сън Хералд“ до 1980 г., след което работи от 1980 г. до 1982 г. в „Sydney Morning Herald“. От 1982 г. до 1984 г. е кореспондент от Куинсланд на „National Times“.
Пред 1985 г. получава първата от трите субсидии за нови писатели на Литературния съвет на австралийското правителство, което ѝ позволява да мине на свободна практика като писател и журналист.
През 1986 г. издава първия си сборник разкази за Куинсланд „Latitudes: New Writing From The North“. За него получава награда през 1989 г. от „Keesing Fellowship“ в Париж.
През 1987 г. издава първия си роман „Messages From Chaos“. Едновременно с писателската си дейност участва на различни писателски семинари и конференции в Австралия, САЩ, Англия и Хонг Конг.
Омъжва се за Джон Патрик Бърдет на 10 септември 1989 г. Развеждат се през 1991 г. Омъжва се за Лесли Уилям Уеб през 1994 г. Има двама сина – Каспар и Елиът.
През 1999 г. се връща в журналистиката за срок от две години и половина като редактор за литература и изкуство в „The Age“ Мелбърн.
От 2001 г. живее със семейството си в Лондон, където пише три от книгите си.
Връща се през 2010 г. в Австралия, за да помага на родителите си. От май 2011 г. работи като журналист в списания „Qweekend“ и „Saturday“ в Бризбейн.
Сюзън Джонсън живее със семейството си в Бризбейн. Обича да чете, да пътува, да гледа филми и да кара сърфинг понякога.

## Произведения

### Самостоятелни романи
- Messages From Chaos (1987)
- Flying Lessons (1990)
- A Big Life (1993)
- Hungry Ghosts (1996)
- Women Love Sex (1996)
- The Broken Book (2005)
- Life in Seven Mistakes (2008)
- My Hundred Lovers (2012)

### Сборник разкази
- Latitudes: New Writing From The North (1986)

### Документалистика
- A Better Woman: A Memoir of Motherhood (1999)
- On Beauty (2009) – част от трилогия включваща „On Rage“ на Джърмейн Гриър и „On Experience“ на Дейвид Малуф